# Sabicea dubia
Sabicea dubia är en måreväxtart som beskrevs av Herbert Fuller Wernham. Sabicea dubia ingår i släktet Sabicea och familjen måreväxter.
Artens utbredningsområde är Kongo-Kinshasa. Inga underarter finns listade i Catalogue of Life.